# Lok-Report
Der Lok-Report (Eigenschreibweise LOK Report) ist ein monatlich erscheinendes europäisches Nachrichtenmagazin für Eisenbahnfreunde. Es erscheint im Lok-Report-Verlag, Berlin. In seinem Online-Portal bietet der Lok-Report zusätzlich täglich einen aktuellen Überblick über das Eisenbahngeschehen.
Seit 1972 berichtet die Zeitschrift über bahnbezogene Ereignisse im Fern- und Nahverkehr, Verkehrspolitik, Privatbahnen sowie historische Fahrzeuge. Zusätzlich wird über Schienenfahrzeuge aus Europa und Übersee berichtet. Das Internet-Angebot, verantwortet vom Lok-Report-Verlag sowie der Arbeitsgruppe Lok-Report e. V., wurde mit dem Schienenverkehrspreis 2006 – Bereich Medien – des Deutschen Bahnkunden-Verbandes e. V. (DBV) ausgezeichnet.
Der Verein Lok-Report brachte außerdem mehrere Bücher heraus, darunter Publikationen über die Deutsche Reichsbahn, das Baltikum und die DR-Baureihe 52, sowie den zweijährlich erscheinenden Europa-Reiseführer. Seit der Ausgabe 2020/2021 ist allerdings kein neuer Band herausgegeben worden.

## Abonnementpreise
Ein Jahres-Abonnement kostet innerhalb Deutschlands 80 Euro und außerhalb 95 Euro im Jahr. Das Probe-Abonnement dauert drei Monate und kostet innerhalb Deutschlands 12 Euro und außerhalb 15 Euro.